# Odostomia improbabilis
Odostomia improbabilis is een slakkensoort uit de familie van de Pyramidellidae. De wetenschappelijke naam van de soort is voor het eerst geldig gepubliceerd in 1970 door Oberling.